# Orléans International 2015
Die Orléans International 2015 fanden vom 26. bis zum 29. März 2015 in Orléans statt. Es war die vierte Austragung dieser internationalen Titelkämpfe von Frankreich im Badminton. 

## Medaillengewinner
| Disziplin    | Gold                             | Silber                        | Bronze                                 |
| ------------ | -------------------------------- | ----------------------------- | -------------------------------------- |
| Herreneinzel | Dmytro Zavadsky                  | Andre Kurniawan Tedjono       | Ville Lång                             |
| Herreneinzel | Dmytro Zavadsky                  | Andre Kurniawan Tedjono       | Kieran Merrilees                       |
| Dameneinzel  | Natalia Koch Rohde               | Soraya de Visch Eijbergen     | Beatriz Corrales                       |
| Dameneinzel  | Natalia Koch Rohde               | Soraya de Visch Eijbergen     | Hera Desi Ana Rachmawati               |
| Herrendoppel | Matthew Nottingham Harley Towler | Adam Cwalina Przemysław Wacha | Mathias Christiansen David Daugaard    |
| Herrendoppel | Matthew Nottingham Harley Towler | Adam Cwalina Przemysław Wacha | Matijs Dierickx Freek Golinski         |
| Damendoppel  | Gabriela Stoeva Stefani Stoeva   | Heather Olver Lauren Smith    | Lena Grebak Maria Helsbøl              |
| Damendoppel  | Gabriela Stoeva Stefani Stoeva   | Heather Olver Lauren Smith    | Delphine Lansac Émilie Lefel           |
| Mixed        | Mathias Christiansen Lena Grebak | Chan Peng Soon Goh Liu Ying   | Jones Ralfy Jansen Cisita Joity Jansen |
| Mixed        | Mathias Christiansen Lena Grebak | Chan Peng Soon Goh Liu Ying   | Matthew Nottingham Maria Helsbøl       |